# Provincia de Sincelejo
La provincia de Sincelejo fue una de las provincias del Estado Soberano de Bolívar (Colombia). Fue creada por medio de la ley del 26 de diciembre de 1862, a partir del territorio del departamento de Corozal. Tuvo por cabecera a la ciudad de Sincelejo. La provincia comprendía parte del territorio de la actual región sucreña de Morrosquillo.

## División territorial
En 1876 la provincia comprendía los distritos de Sincelejo (capital), Caracol, Colosó, Palmito, Sampués, San Onofre, Tolú y Toluviejo.